# Ayoba Faye
Ayoba Faye, ex-rédacteur en chef du journal en ligne PressAfrik.com, est un journaliste et blogueur de nationalité sénégalaise. Il est classé deuxième meilleur reporter presse en ligne au Gala des jeunes reporters en 2019 et deuxième aux Prix EJICOM du Journalisme, catégorie Fact-Checking.

## Biographie

### Carrière
Ayoba Faye a fait ses débuts à la rédaction de Walf Grand Place avec feu Jean Meissa Diop en 2011, après un passage en 2014 à l’Agence Webgram où il est initié aux fondamentaux du Web Marketing, il intègre en 2016 la rédaction du site en ligne PressAfrik. Le 02 février 2024, il rejoint le groupe Walfadjiri en tant que coordonnateur du site WalfNet.
Lors des événements qui se sont déroulés au Sénégal de 2021 et 2024, des manifestations réprimées jusqu’à l’élection présidentielle en passant par le procès Sonko-Adji Sarr, Ayoba Faye s’impose comme l’une des voix les plus crédibles. Le 3 juillet 2023, Ayoba Faye coordonne La Tribune des 100 journalistes contre la troisième candidature de Macky Sall. Le 13 janvier 2024, il révèle la présence de Karim Wade sur le fichier électoral.
Le 20 janvier 2024, il fait des révélations prédictives sur les délibérations des juges du conseil constitutionnel de Sénégal au sujet des listes des candidats retenus à l'élection présidentielle de février 2024 au Sénégal, ; notamment le rejet de la candidature de Karim Wade, alors que le membres du Conseil constitutionnel étaient encore en délibération.
Il est menacé en fin janvier 2024 par des militants politiques,,. La coordination des Agences de Presse lui apporte son soutien,,. La chaîne de télévision, partie du groupe pour lequel il travaille, se voit retirer sa licence.
Le 14 Mars 2024, le journal français L’Humanité le décrit dans un portrait comme une Sentinelle de la démocratie au Sénégal,.
Le 16 novembre 2023, Ayoba Faye crée le Hastag #PortésDisparus pour répertorier tous les jeunes sénégalais disparus en mer en tentant de ses rendre en Espagne. Le média RFI a consacré un article à ce Hashtag.
Il est également celui qui a créé le Hashtag #DrameSansFin pour relater tous les drames de la migration irrégulière.
Il a collaboré de 2022 et 2023 avec CFI Media et l’organisation AfricTivistes dans un projet de production d’articles sur les Migrations en Afrique.  

Il dira des footballeurs, silencieux lors des manifestations qui ont fait au moins 16 morts à Dakar et environs en novembre 2022

« Sadio Mané, Idrissa Gana Gueye, Kalidou Koulibaly, Gorgui Sy Dieng et tous les autres sportifs de renom qui se sont tus pendant que le pays brûlait, je voulais juste vous rappeler que vous êtes de LÂCHES INGRATS. Vous ne méritez RIEN de ce Peuple »